# 조르조 디 첸타
조르조 디 첸타(이탈리아어: Giorgio Di Centa, 1972년 10월 7일~)는 이탈리아의 크로스컨트리 스키 선수이다. 1990년대에 활약한 여자 크로스컨트리 스키 선수 마누엘라 디 첸타의 동생이다. 2002년 동계 올림픽 계주에서 은메달을 획득했다. 2006년 동계 올림픽 4x10 km 계주에서 금메달을 땄으며, 스키 최장거리인 50km에서 금메달을 획득, 2관왕에 올랐다. 2010년 동계 올림픽 개회식에서 이탈리아 선수단 기수를 맡았다.